# Warmen
Die Metal-Band Warmen wurde vom Children-of-Bodom-Keyboarder Janne „Warman“ Wirman gemeinsam mit Sami Virtanen und Mirka Rantanen im Jahr 2000 gegründet. 2002 stieß auch Jannes Bruder Antti Wirman zur Band hinzu.

## Biographie
In den 2000er Jahren hat die Band vier Alben auf den Markt gebracht: Unknown Soldier (2000), Beyond Abilities (2002), Accept the Fact (2005) und Japanese Hospitality (2009). Alle Alben erschienen unter dem Label Spinefarm Records.
Für alle Alben hatte Janne Warman prominente Gäste eingeladen, so zum Beispiel Kimberly Goss (Sinergy), Timo Kotipelto (Stratovarius), Roope Latvala, der bei Waltari und To/Die/For Gitarre gespielt hatte, oder Jari Kainulainen (Bassist bei Stratovarius). Beim 2005 auch als Single veröffentlichten Song Somebody’s Watching Me vom Album Accept the Fact übernahm Alexi Laiho von Children of Bodom die Gesangparts.
Seit dem Album Here for None (2023) singt Petri Lindroos, der auch bei Ensiferum oder Norther tätig ist.

## Stil
Stilistisch ist die Band im Bereich Progressive Metal bzw. Melodic Metal angesiedelt. Keyboards und Synthesizer sind sehr dominant und melodieführend. Der Großteil der dargebrachten Stücke ist rein instrumental.
Ein auf allen Alben vorhandenes Thema ist die angebliche Feindschaft zwischen den Komponisten Wolfgang Amadeus Mozart und Antonio Salieri, wie sie u. a. im Film Amadeus behandelt wird. Neben originalen Zitaten aus dem Film befindet sich auf jedem Album ein Stück für Keyboard-Cembalo im Stil Salieris (Salieri Strikes Back, Return of Salieri, Warcry of Salieri). Darüber hinaus finden sich auch in den Songtiteln Anspielungen auf den Film (Too Many Notes, Beyond Abilities).

## Diskografie

### Alben
- Unknown Soldier (2000)
- Beyond Abilities (2001)
- Accept the Fact (2005)
- Japanese Hospitality (2009)
- First of the Five Elements (2014)
- Here for None (2023)
- Band of Brothers (2025)

### Singles
- Alone (2001)
- Somebody’s Watching Me (2005)
- They All Blame Me (2005)
- Separate Ways (2009)
- Black Cat (2010)[3]